# Thomas Jonigk
Thomas Jonigk, född 4 mars 1966 i Eckernförde i Schleswig-Holstein, är en tysk dramatiker, romanförfattare och teaterregissör.

## Biografi
Thomas Jonigk studerade medeltidsstudier, tysk litteraturhistoria och teatervetenskap vid Freie Universität Berlin. 1992 var han med om att bilda den fria teatergruppen Theater Affekt tillsammans med bland andra Stefan Bachmann. Som regissör har han verkat vid Volksbühne i Berlin, Schauspielhaus Wien, Luzerner Theater i Luzern, Schweiz och Schauspielhaus Zürich. 1997-1999 var han dramaturg vid Schauspielhaus Wien, 2006–2011 var han dramaturg och husdramatiker vid Düsseldorfer Schauspielhaus och 2009–2013 detsamma vid Schauspielhaus Zürich. Som dramatiker debuterade han 1994 med Von blutroten Sonnen, die am Himmelszelt sinken som uppfördes på Schauspiel Köln. Hans dramatik har spelats i Nederländerna, Belgien, Frankrike, Storbritannien, Ryssland, Polen, Spanien, Skandinavien, Turkiet, Filippinerna, Indien och USA. Han har tilldelats flera priser, däribland priset till bästa nya dramatiker av den ledande teatertidskriften Theater heute 1995 och Goetheinstitutets dramatikpris samma år.
Thomas Jonigks stil är ofta grovkornigt farsartad. Han leker med språkets konventioner så att det löses upp som möjligt kommunikationsmedel.

## Uppsättningar i Sverige
- 2004 Rottweiler, Cinnober Teater, Göteborg, regi Anna Forsell
- 2011 Skänk mig genast sonsöner (Du sollst mir Enkel schenken), Göteborgs stadsteater, översättning Magnus Lindman, regi Richard Turpin, med bland annat Eric Ericson